# 竹内季治
竹内 季治（たけのうち すえはる、永正15年（1518年） - 元亀2年9月18日（1571年10月6日））は、戦国時代の公家。大膳大夫・竹内秀治の長男。官位は正三位・大膳大夫。久我家諸大夫。

## 経歴
大永年間（1521年-1528年）に従五位下・近江守に叙任される。久我家諸大夫を務める一方で、天文8年（1539年）宮内少輔に任ぜられる。天文15年（1546年）足利義輝が第13代征夷大将軍になると、翌天文16年（1547年）秀治は従四位下に叙せられた。
天文18年（1549年）父の竹内秀治が没するが、天文20年（1551年）従四位上に叙せられ、父の後を継いで大膳大夫に任ぜられる。天文24年（1555年）正四位下に昇叙されると、弘治2年（1556年）父に続いて昇殿を許され、弘治3年（1557年）従三位に叙せられ竹内家として初めて公卿に列す。永禄3年（1560年）には将軍・足利義輝の執奏によりついに堂上家に加えられた。
永禄5年（1562年）正三位に至る。永禄8年（1565年）足利義輝が三好義継に滅ぼされたのち、永禄10年（1567年）5月19日に出家、法名は真滴を号した。元亀2年（1571年）季治は織田信長のことを「熟したイチジクの如く木より地上に落ちるだろう」と評したことから信長の逆鱗に触れ、同年9月18日に近江国永原（現在の滋賀県野洲市永原）で斬首された。享年54。

## 官歴
『諸家伝』による。
- 大永年間：従五位下。近江守
- 天文7年（1538年） 9月14日：従五位上
- 天文8年（1539年） 3月22日：宮内少輔
- 天文12年（1543年） 8月8日：正五位下
- 天文16年（1547年） 11月19日：従四位下
- 天文18年（1549年） 5月13日：服解（父）
- 天文20年（1551年） 正月6日：従四位上。3月27日：大膳大夫
- 天文24年（1555年） 正月6日：正四位下
- 弘治2年（1556年） 11月11日：昇殿
- 弘治3年（1557年） 2月18日：従三位
- 永禄3年（1560年） 正月：依大樹執奏加堂上
- 永禄5年（1562年） 正月5日：正三位
- 永禄10年（1567年） 5月19日：出家
- 元亀2年（1571年） 9月18日：於近江国横死（依武命也）

## 系譜
『系図纂要』による。
- 父：竹内秀治
- 母：不詳
- 生母不詳の子女
  - 男子：竹内長治（1536-1586）
  - 女子：水無瀬親具室